# Étrier (os)
Pour les articles homonymes, voir Étrier (homonymie).
L'étrier ou stapès est le plus interne des trois osselets de l'oreille. Il s’articule avec l'enclume (ou incus) et la fenêtre du vestibule.

## Description
L'étrier est le plus petit et le plus léger des os du squelette avec une longueur de 2,6 à 3,4 mm et un poids de 2 à 4,3 mg.
Il est situé dans la cavité tympanique et se positionne horizontalement entre le processus lenticulaire de l'enclume et la fenêtre du vestibule.
De l'extérieur vers l'intérieur, l'étrier comporte une tête qui se divise en deux branches antérieure et postérieure. Les extrémités médiales des deux branches sont reliées par une base.
Ses mouvements sont éventuellement amortis par le muscle stapédien. Les branches sont excavées en gouttière et constituent la superstructure de l'étrier qui relient la tête et la platine. La platine est une mince lame osseuse ovoïde, qui s'impacte dans la fenêtre ovale du vestibule.

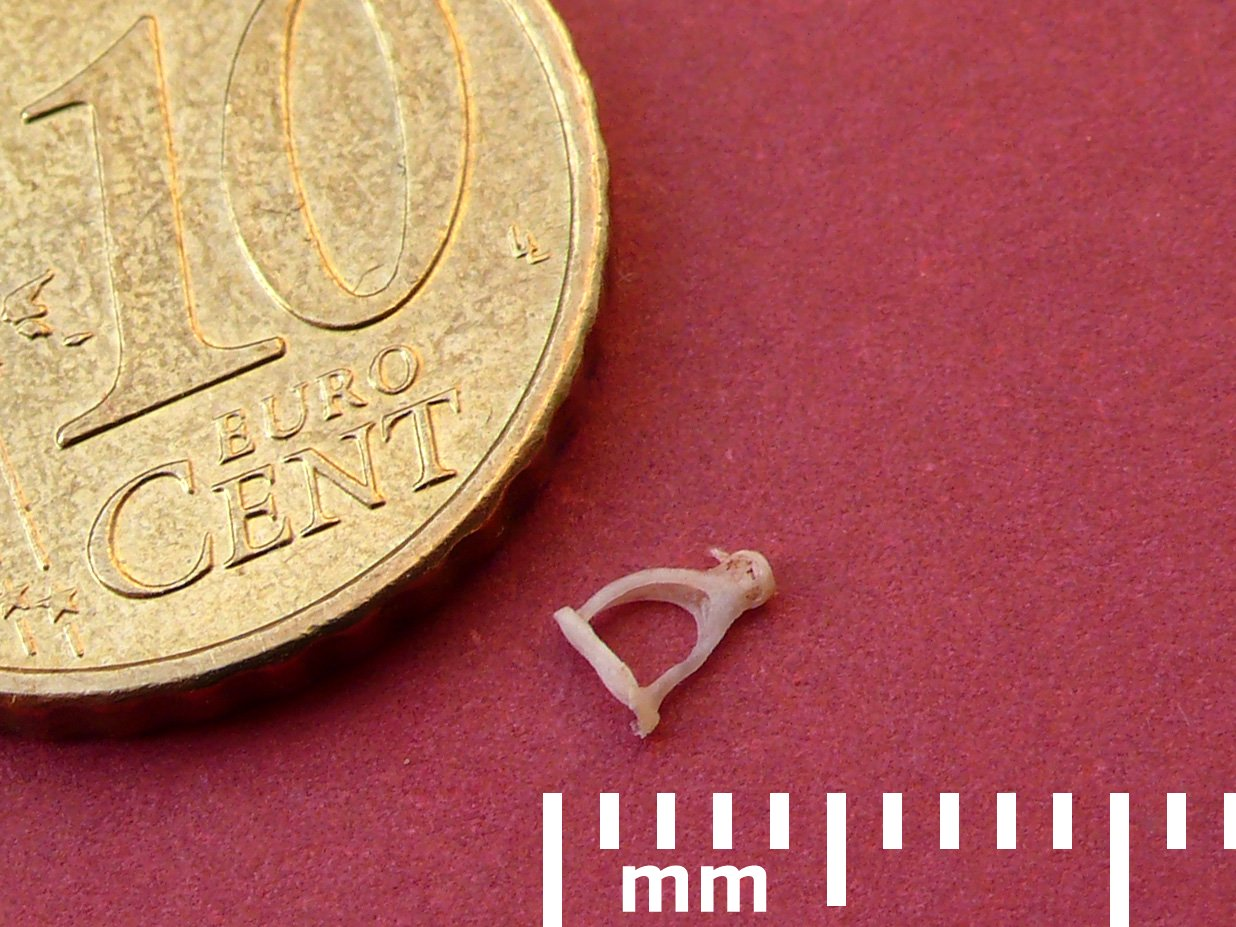
L'étrier ne mesure que 3mm et est le plus petit os du corps humain

L'étrier mesure chez l'humain 3 mm de large et 4 mm de haut, et pèse entre 2 et 4,3 mg. Il est couché horizontalement. Il s'articule en dehors avec l'enclume, en dedans avec le labyrinthe osseux de l'oreille interne par la fenêtre ovale.

### Tête de l'étrier

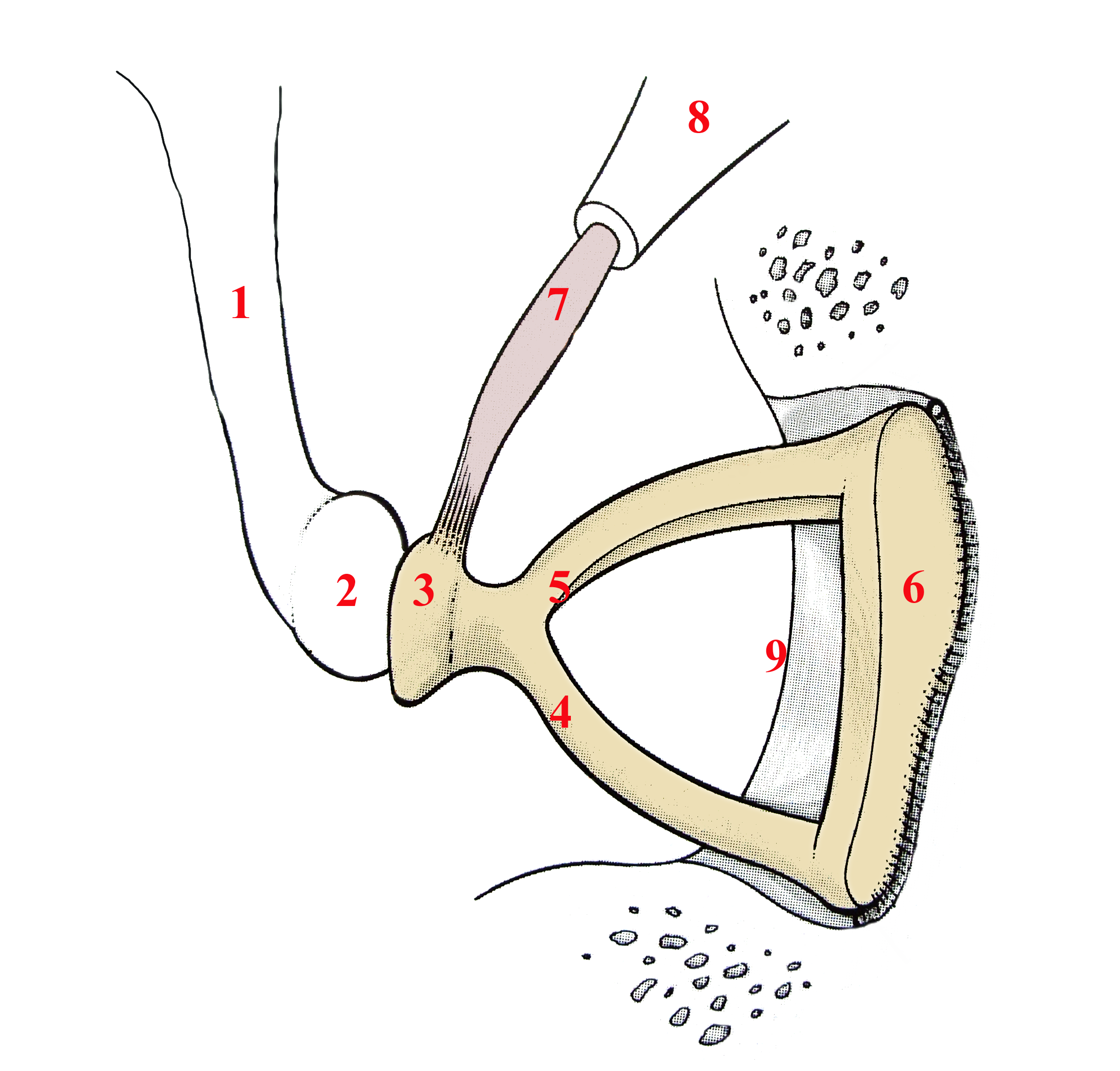
Structure de l'étrier : 3 - Tête, 4 - Branche antérieure, 5 - Branche postérieure, 6 - Base

La tête de l'étrier (ou tête du stapès) a une forme cubique aux angles arrondis. 
Elle possède sur sa face latérale une cavité glénoïde recouverte de la facette articulaire de la tête de l'étrier répondant à la facette articulaire du processus lenticulaire de l'enclume. Ces deux facettes constituant l'articulation Incudo-stapédienne.
Son bord antérieur est lisse, alors que le bord postérieur est creusé de deux petites cavités servant d'insertion au tendon du muscle stapédien,

### Branches antérieure et postérieure de l'étrier
De la face interne de la tête naissent les deux branches antérieure et postérieure qui se dirige médialement en s'écartant respectivement vers l'avant et vers l'arrière et formant une arche concave en dedans. L'arche est fermée en dedans par la base.
Les branches sont concaves vers l'intérieur de l'arche. La branche antérieure est plus courte et plus droite que la postérieure.
L'espace entre les deux branches est de taille et de forme variable. Il est obturé par la membrane stapédiale. Il laisse parfois passer un vaisseau grêle, vestige de l'artère stapédienne.

### Base de l'étrier
La base de l'étrier (ou base du stapès ou sole de l'étrier ou platine de l'étrier) est une mince lame osseuse qui relie les extrémités médiales des branches antérieure et postérieure. Elle est de forme ovalaire et s'adapte à la fenêtre vestibulaire. 
Son bord supérieur est légèrement convexe et son bord inférieur est plus rectiligne, ou concave.
Sa face tympanique externe est légèrement excavée. Sa face vestibulaire interne est plate ou faiblement convexe et recouverte d'un cartilage. 
Elle est maintenue dans la fenêtre par le ligament annulaire de stapès.

## Vascularisation
L'étrier est vascularisé par une artériole issue de l'artère stylo-mastoïdienne, qui suit le tendon du muscle de l'étrier. La vascularisation provient aussi en partie d'une branche de l'artère tympanique inférieure, et du réseau vasculaire superficiel sous-muqueux.

## Rapports

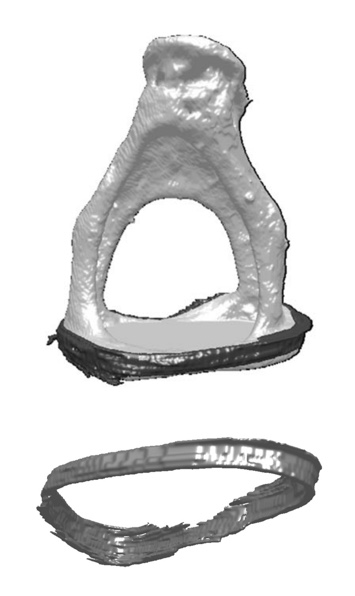
scan micro-TDM du ligament annulaire du stapès (ainsi que l'articulation stapédo-vestibulaire) qui scelle le périlymphe dans l'oreille interne.

### Articulations
L'étrier s'articule avec l'enclume via une énarthrose. La surface articulaire arrondie de l'os lenticulaire va s'insérer dans la cavité glénoïdale de la tête de l'étrier. Ces deux surfaces sont recouvertes de cartilage, et l'articulation est maintenue par une capsule, tapissée de synoviale.
La platine de l'étrier s'articule à la fenêtre du vestibule par la syndesmose tympano-stapédiale. Elle comble partiellement la fenêtre du vestibule, et est reliée au bord de la fossette de la fenêtre du vestibule par le ligament annulaire du stapès.

### Muscles
Le muscle stapédien est un muscle contenu dans un canal osseux, creusé dans l'éminence pyramidale. Les fibres musculaire naissent des parois du canal, et se terminent en par un tendon, qui sort de l'orifice de la pyramide pour aller s'insérer sur le côté postérieur de la tête de l'étrier.
Sa contraction va attirer l'étrier en arrière, et en dehors, ce qui va pousser l'étrier à repousser la branche descendante de l'incus, ce qui va entrainer le corps de l'incus en dedans, avec la tête du marteau, faisant basculer le manche du malleus en dehors. Sa contraction diminue donc la tension de la membrane tympanique, et la pression du liquide labyrinthique, et il a donc une action inverse à celle du muscle tenseur du tympan.
Les mouvements de l’étrier peuvent donc être amortis en partie par ce muscle qui est le vecteur du réflexe stapédien. il est innervé par une branche du nerf facial (VIIe paire de nerfs crâniens).

### Ligaments
L'étrier n'est maintenu dans la cavité tympanique que par un seul ligament, le ligament annulaire du stapès, qui provient de la même origine embryologique que la platine et la paroi vestibulaire (la capsule otique). Ce ligament entoure la base du stapès, et la prolonge pour venir s'arrimer sur le cadre de la fenêtre vestibulaire. Ce ligament est plus large et moins épais en avant, ce qui occasionne une plus grande mobilité de la platine en avant.

## Anatomie fonctionnelle

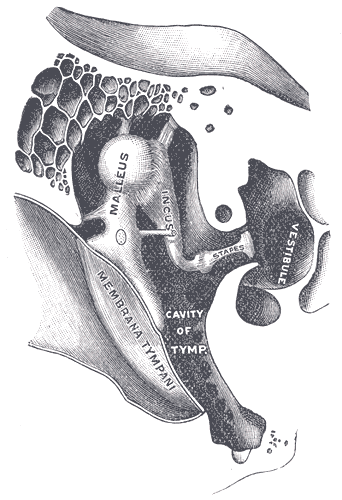
Chaine des osselets

L'étrier est le dernier des trois osselets formant la chaine des osselets, dont le rôle est de transférer et d'amplifier la vibration sonore, du tympan à l'oreille interne. Il reçoit les vibrations de l'enclume, et va ainsi transmettre cette vibration aux liquides de l'oreille interne via la fenêtre du vestibule, dans laquelle s'insère sa base.

## Embryologie
L’étrier s’individualise entre les 6e et 8e semaines de vie embryonnaire. C'est le premier osselet à de développer, puisqu'il commence à se former au 33e jour de gestation. Il se forme en deux parties.
La partie inférieure, l'annulus stapedialis ou anneau stapédien, provient du 2e arc branchial, et va venir s'enrouler autour de l'artère stapédienne, pour former un anneau cartilagineux. L'artère stapédienne, est l'artère du 2e arc branchial. Dès la 8e semaine l’artère carotide externe se forme prenant le relai de l'artère stapédienne qui va involuer, laissant libre l'arche stapédienne. Le cartilage de Reichert (cartilage du 2e arc branchial) s'unit secondairement au bourgeon stapédien, pour former le tendon du muscle stapédien, et s'unit ensuite à la papule otique, sur une partie nommée crista parotica.
La seconde partie de l'étrier, la partie supérieure, est la lamina stapedialis. Elle va former la base de l'étrier. Au quarante-troisième jour de gestation, le bord interne de l’anneau stapédien s’enfonce dans la dépression latérale de la capsule otique. Elle forme ainsi la future fenêtre ovale, et son fond correspond à la lamina stapedialis. Après sa fusion avec l'annulus stapedialis, elle formera la platine de l'étrier .

## Aspect clinique

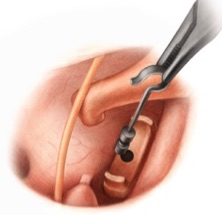
Remplacement d'un stapes par une prothèse dans une chirurgie de stapédotomie

### Otospongiose
L'otospongiose est une pathologie occasionnant une ostéodystrophie de la capsule otique, entrainant une fixation de la platine de l'étrier dans la fenêtre du vestibule, ce qui provoque une surdité de transmission.
Son traitement chirurgical, la stapédectomie ou stapédotomie consiste à retirer l'étrier et à le remplacer par un piston, venant se fixer classiquement sur la branche descendante de l'incus, et dont l'extrémité médiale est en contact avec le liquide de l'oreille interne.

## Anatomie comparée
Chez les tétrapodes non-mammifères, l'os homologue de l'étrier est généralement appelé la columelle, mais dans les reptiles, les deux termes peuvent être utilisés. Chez les poissons, l'os homologue est appelé l’os hyomandibulaire, et fait partie de la branchie arc de soutien, soit l'évent ou de la mâchoire, selon les espèces.

## Histoire

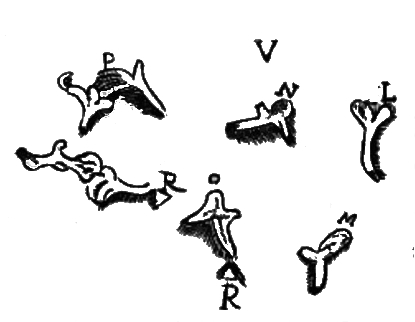
Première description du stapes par Giovanni Ingrassia

Son nom provient de sa forme d'étrier, ou stapes en latin. Il a été mis en évidence vers 1550 par le sicilien Giovanni Ingrassia, médecin à l'université de Naples, où il enseignait. Sa découverte reste cependant controversée , puisqu'elle a été publiée à titre posthume en 1603 dans In Galeni librum de ossibus doctissima et expectatissima commentaria, alors que l'anatomiste espagnol Pedro Jimena en a publié une description en 1549 dans Dialogus de re medica.

## Galerie

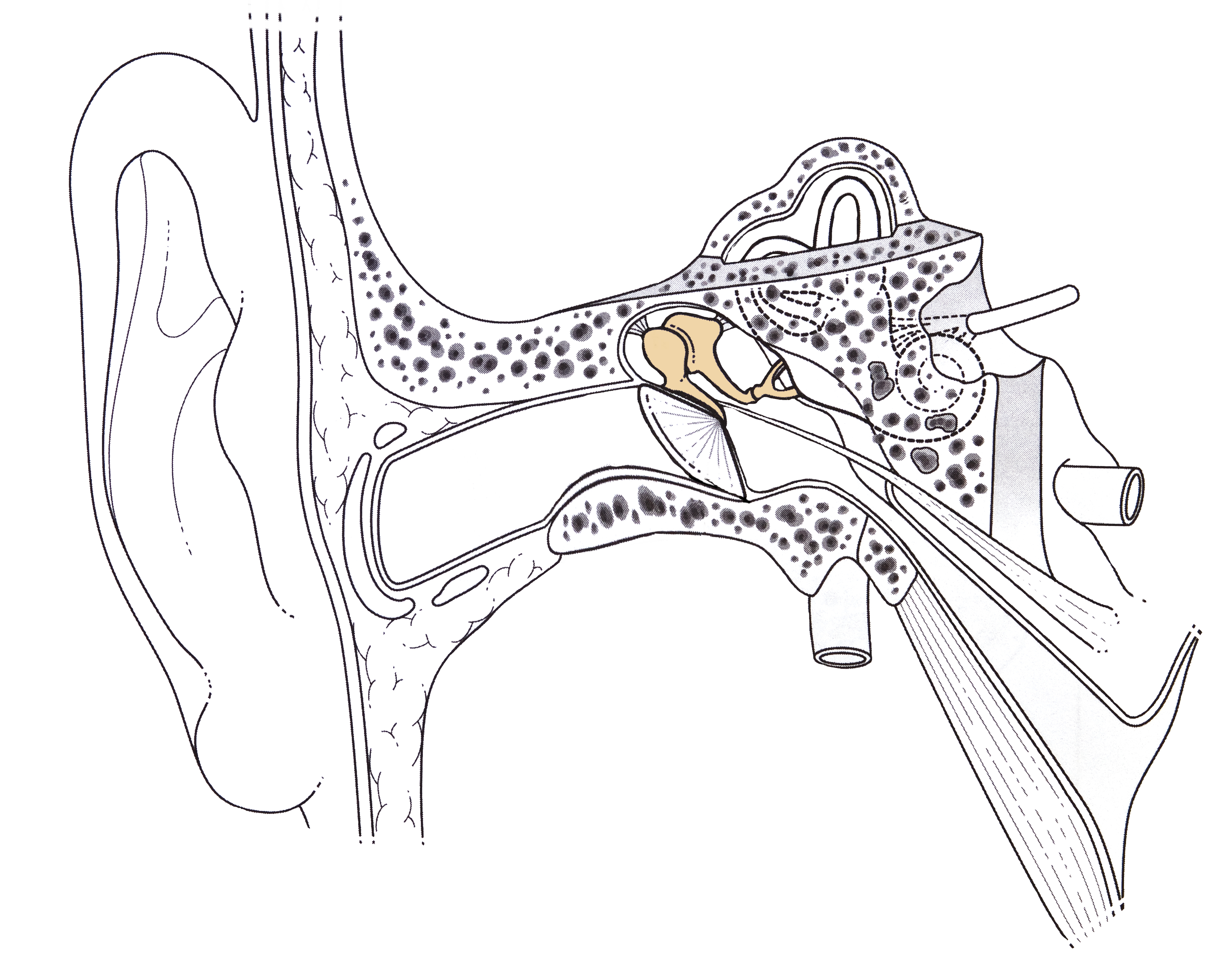
Place de la chaîne des osselets dans l'oreille.
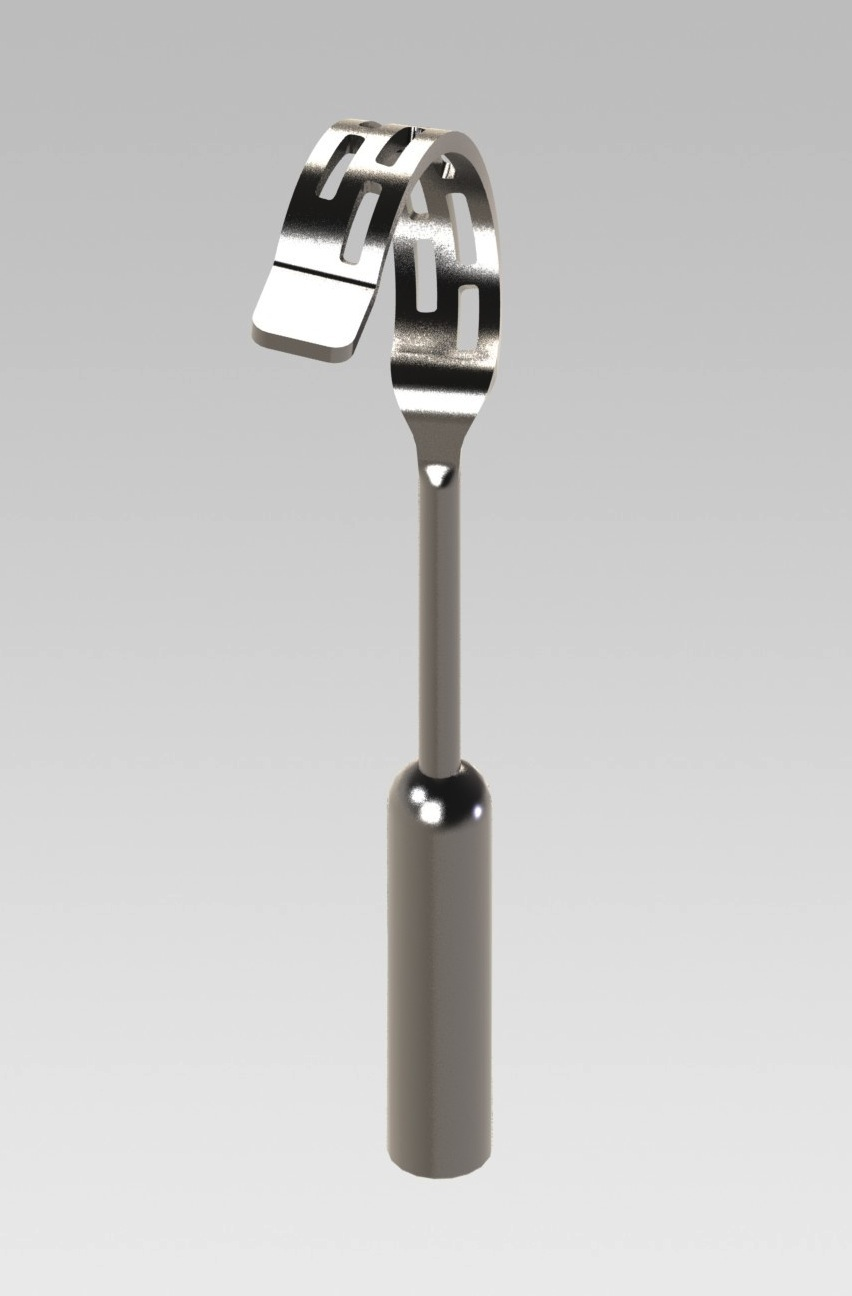
Prothèse de stapes
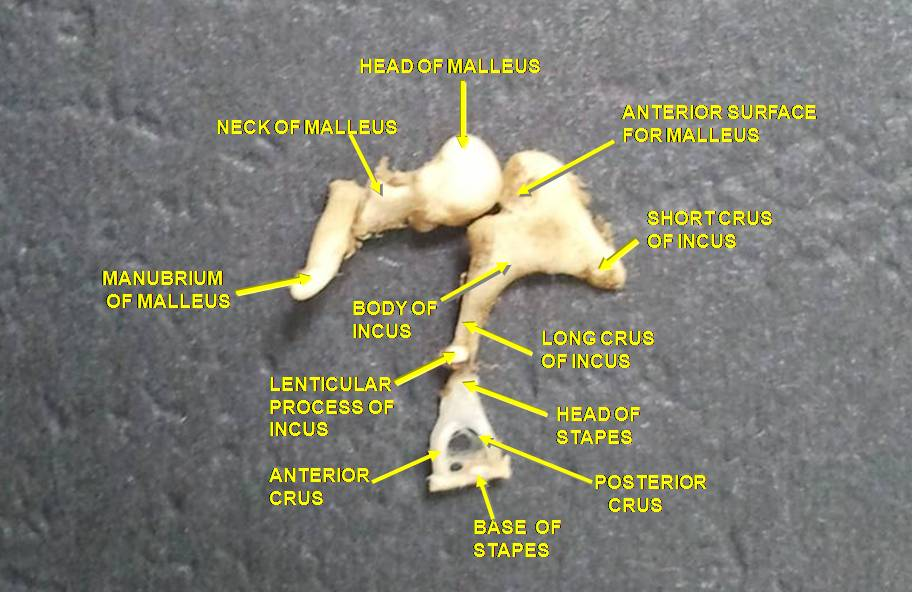
Dissection des osselets de l'oreille moyenne
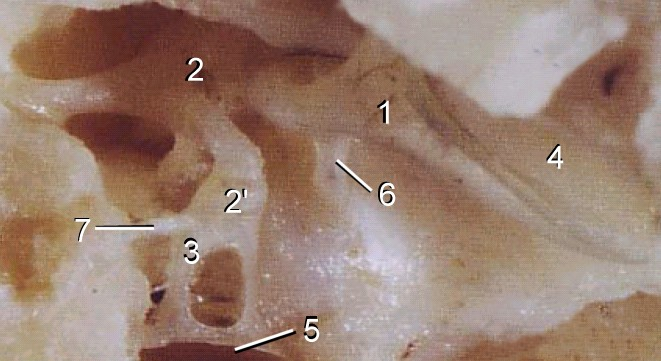
Osselets chez un bovin